# 코파 AUF 우루과이
코파 AUF 우루과이(Copa AUF Uruguay)는 우루과이 축구 협회에서 주관하는 남자 토너먼트 축구 컵 대회로 2022년부터 개최되었다.
이 대회는 6월에 시작하며, 우승팀은 다음 해에 코파 수다메리카나에 진출하게 된다.

## 역사
역사적으로 우루과이 축구는 1969년에만 열린 토르네오 데 코파라는 대회를 제외하고는 국내 컵 대회가 없었다. 2018년에는 몇몇 구단이 국내컵 대회 창설을 위해 찬성하는 팀들을 모으기 시작했지만 별다른 성과도 얻지 못했다.
그러다 2022년 4월 20일, 우루과이 축구 협회는 코파 AUF 우루과이를 창설한다고 발표했으며, 그 해 6월 22일에 첫 경기가 열렸다.

## 구조
2022년에 열린 1회 대회는 예선 단계와 본선 단계로 나누어 진행하며, 프로팀은 의무적으로 출전해야 하지만 아마추어팀은 선택적으로 출전할 수 있다.
예선 단계에서는 아마추어 리그인 프리메라 디비시온 아마테우르 (3부) 22팀, 디비시오날 D AUF (4부) 2팀, 코파 OFI A (지역) 22팀 중 추첨을 통해 16개팀이 지역별로 경기를 가져 승자 8개팀과 나머지 30개팀이 본선 1라운드에 진출한다.
본선 1라운드에서는 예선 단계에서 올라온 38개팀과 세군다 디비시온 (2부) 10개팀까지 총 48개팀이 24개 조로 나누어 승리팀이 다음 라운드에 진출한다.
본선 2라운드에서는 1라운드에 올라온 24개팀이 12개 조로 나누어 승리팀이 다음 라운드에 진출한다.
본선 3라운드에서는 1부 리그인 프리메라 디비시온 16개팀과 2라운드에서 올라온 12개팀과 함께 지난 시즌 프리메라 디비시온 아마테우르 우승팀과 프리메라 디비시온에서 강등된 팀 중 상위 순위팀, 코파 OFI A 리그 우승, 준우승팀 등 4팀까지 총 32개팀이 두 팀씩 경기를 가져 승자가 16강전에 진출하며 이후 우승팀을 가리며 우승팀에게는 10만 달러의 상금이 지급된다.

## 기록

### 역대 결승전
| 회차 | 연도 | 우승              | 득점         | 준우승          |
| ---- | ---- | ----------------- | ------------ | --------------- |
| 1    | 2022 | 데펜소르 스포르팅 | 1:0          | 라 루스         |
| 2    | 2023 | 데펜소르 스포르팅 | 2:2 (4-2 승) | 몬테비데오 시티 |

### 구단별 기록
| 구단              | 우승 | 준우승 | 우승 연도  | 준우승 연도 |
| ----------------- | ---- | ------ | ---------- | ----------- |
| 데펜소르 스포르팅 | 2    | –      | 2022, 2023 | –           |
| 몬테비데오 시티   | –    | 1      | –          | 2023        |
| 라 루스           | –    | 1      | –          | 2022        |